# Rewa (Indie)
Rewa – miasto w Indiach, w stanie Madhya Pradesh. W 2011 roku liczyło 235 654 mieszkańców.